# Martin Luther King Sr.
Martin Luther King Sr. (nacido Michael King; Stockbridge, Georgia, 19 de diciembre de 1899-Atlanta, 11 de noviembre de 1984) fue un pastor bautista, misionero, y uno de los primeros líderes en el movimiento de derechos civiles en Estados Unidos. Fue el pastor principal de la Iglesia Bautista Ebenezer de Atlanta de 1931 a 1975. Fue el padre de Martin Luther King Jr..

## Biografía
Martin King nació en la ciudad de Stockbridge en el estado de Georgia. Sus padres fueron Delia Linsey (1875-1924) y James Albert King (1864-1933). Fue ministro religioso de la Iglesia Bautista Ebenezer y se convirtió en líder del movimiento por los derechos civiles conocido como el NAACP, capítulo de Atlanta, así como de la Liga Cívica y Política. Desde allí animó a su hijo a participar activamente en el movimiento. 
King fue un miembro de la iglesia bautista y decidió convertirse en un predicador después de ser inspirado por ministros que auspiciaban la lucha por la igualdad racial. Dejó su pueblo de nacimiento, para instalarse en Atlanta, donde su hermana Woodie fue internada con el reverendo A. D. Williams, entonces pastor de la First Baptist Church en aquella ciudad. Tras relacionarse con la hija de Williams, Alberta, su familia le animó a terminar sus estudios secundarios y convertirse en predicador. King terminó su escuela secundaria en la Escuela Preparatoria de Bryant, y comenzó a predicar en varias iglesias negras de Atlanta.
En 1925, comenzó a estudiar teología en el Morehouse College, mientras trabajaba durante el día como ayudante de mecánico y bombero ferroviario. Obtuvo una Licenciatura en Teología en 1931.

### Ministerio
En 1927, se convirtió en pastor asistente en la Iglesia Bautista Ebenezer de Atlanta, luego pastor principal en 1931. Con el país en medio de la gran depresión, las finanzas de la iglesia estaban en caída; King organizó campañas de membresía y de recaudación de fondos que fueron destinado para recuperar la estabilidad financiera de la iglesia. Para 1934, King se había convertido en un líder respetado de la iglesia local. Ese año, cambió su nombre, y del de su hijo, de Michael King a Martin Luther King después de haberse inspirado durante un viaje a Alemania en la vida de Martín Lutero (1483-1546) (aunque dicho cambio no lo formalizó legalmente).
King fue el pastor de la Iglesia Bautista Ebenezer durante cuatro décadas, ejerciendo una gran influencia en la comunidad de raza negra, y ganando incluso cierto grado de respeto por parte de la comunidad blanca. También transmitió en la WAEC, una estación de radio religiosa en Atlanta.
En su ensayo de 1950, titulado An Autobiography of Religious Development, King Jr escribió que su padre fue una gran influencia en su decisión de entrar en el ministerio: «Creo que la influencia de mi padre tuvo mucho que ver con mi participación en el ministerio. No quiero decir que me lo haya pedido verbalmente, sino que fue mi admiración por su persona el factor principal que me motivó. Me dió un ejemplo tan noble que nunca dudé en seguirlo».
Martin Luther King Jr. , a menudo contaba que su padre frecuentemente lo enviaba a trabajar en el campo, porque, según decía, de esa forma se ganaría un respeto saludable por sus antepasados. Este fue un factor determinante en sus movimientos por los derechos civiles en los Estados Unidos.
En su autobiografía, King Jr. recordó a su padre al salir de una tienda de zapatos, porque a ambos se les pidió que se retirasen: «Esa fue la primera vez que había visto a su padre tan furioso. Esa experiencia me reveló a una edad muy temprana que mi padre no se había adaptado al sistema, y que jugó un gran papel en la formación de mi conciencia. Todavía me recuerdo caminando por la calle junto a él, mientras murmuraba: "No me importa cuánto tiempo tenga que vivir con este sistema, nunca lo aceptaré".». Otra historia que también  contaba, era de la vez que un oficial de policía le mandó a su padre detener el auto que estaba conduciendo. Luego se dirigió a su padre, con el término de "muchacho", a lo cual el padre de King, señaló a su hijo diciendo: «Éste es un muchacho, yo soy un hombre. Hasta que no me trate como tal, no lo escucharé».
Martin Luther King Jr. se convirtió en un pastor asociado de Ebenezer, en 1948, y su padre escribió una carta de recomendación para el Colegio Crozier. A pesar de las diferencias teológicas, padre e hijo más tarde servirían juntos como pastores en la misma iglesia.
King padre era una figura importante en el movimiento de derechos civiles en Georgia, donde llegó a convertirse en el jefe de la NAACP en Atlanta y el Civic y la Liga Política. Lideró la lucha por la igualdad de los salarios de los maestros en Atlanta. También jugó un papel decisivo para poner fin a las leyes de Jim Crow en el estado, se había negado a viajar en el sistema de autobuses de Atlanta desde 1920 después de un feroz ataque contra los pasajeros negros, sin medidas contra los responsables. Subrayó la necesidad de crear un ministerio de educación para negros que sea políticamente activo.
En octubre de 1960, cuando su hijo fue detenido en una sentada pacífica en Atlanta, Robert Kennedy llamó al juez y ayudó a la liberación de King. Aunque su padre se había opuesto previamente Kennedy porque era católico [cita requerida], expresó su agradecimiento por estas llamadas y apoyó a Kennedy. Hasta ese momento, King Sr. había sido abiertamente republicano, y apoyaba al republicano Richard Nixon.
Su hijo, Martin Luther King Jr, pronto se convirtió en un popular activista de los derechos civiles. Tomando la inspiración de Gandhi de la India, lideró las protestas no violentas con el fin de dar a los afroamericanos mayores derechos.
Martin Luther King, Jr. fue asesinado a tiros en 1968. El hijo menor de King Sr., Alfred Daniel Williams King, murió de una muerte accidental, el 21 de julio de 1969, nueve días antes de su 39 aniversario. Su esposa Alberta fue asesinada en junio de 1974. Estaba sentada en el órgano de su iglesia cuando le dispararon. King padre, continuó sirviendo como pastor de la Iglesia Bautista Ebenezer hasta 1975.
En 1969, King Sr., fue uno de los varios miembros de la Universidad Morehouse tomado de rehén en el campus por un grupo de estudiantes que exigían una reforma en el currículo y la gestión de la escuela. Uno de los estudiantes era Samuel L. Jackson, quien fue suspendido por sus acciones. Posteriormente, Jackson se convirtió en un actor y nominado a los premios de la academia.
En 1975, Jimmy Carter, el Demócrata candidato a presidente para las elección de 1976, buscó el apoyo de King. Él respondió que solo aceptaría si el vicepresidente Nelson Rockefeller no fuera candidato, debido a la influencia de los derechos civiles de este último. Como Rockefeller no era candidato, King aceptó. Defendió notablemente el historial general de Carter en las iglesias afroamericanas y en la prensa, después de que este último hiciera comentarios incómodos. Se le pidió que dijera una oración en la Convención Nacional Demócrata en 1976 y 1980.
Publicó su autobiografía en 1980.

## Vida personal
En el Día de Acción de Gracias de 1926, después de ocho años de noviazgo, se casó con Alberta en la Iglesia Ebenezer. La pareja tuvo tres hijos en cuatro años: una hija, Willie Christine King (nacida en 1927), Martin Luther King, Jr. (1929-1968), y un segundo hijo, Alfred Daniel Williams King (1930-1969).
King Sr, murió en Georgia el 11 de noviembre de 1984 en el Grant Hospital W. Crawford de un ataque al corazón. Fue enterrado junto a su esposa Alberta en el cementerio South View en Atlanta.

## Distinciones
En 1975, recibió un doctorado en humanidades (doctorado honoris causa) de la Universidad de Dillard.